# Powellvenator
Powellvenator (лат.) — род тероподных динозавров из семейства Coelophysidae, живших в норийском веке триасового периода. Его ископаемые остатки найдены в формации Лос-Колорадос в Аргентине. Включает единственный вид — Powellvenator podocitus.

## История изучения
Аргентинский палеонтолог Хосе Фернандо Бонапарте обнаружил несколько костей задних конечностей неизвестного пресмыкающегося в долине Кебрада-де-лос-Хачаллерос в 1969 году. Остатки не получили описания и были отнесены к роду Riojasuchus. Экземпляры хранились в отделе палеонтологии позвоночных Института имени Мигеля Лильо под номером PVL 4414. В 1972 году Бонапарте описал найденный в той же долине скелет небольшого целофизоида. В сентябре 2015 года была установлена связь между найденными ранее фоссилиями.
В 2017 году Мартин Дэниэл Эзкюрра описал ископаемые остатки как новый вид Powellvenator podocitus. Родовое название дано в честь покойного аргентинского палеонтолога Хайме Эдуарда Пауэлла и буквально означает «охотник Пауэлла». Видовое название podocitus переводится как «быстрая нога».

## Описание
Голотип PVL 4414-1, скорее всего, был молодой особью и достигал менее 1,5 метра. Масса животного оценивается от 700 до 725 грамм.

## Филогения
В 2017 году Powellvenator был отнесён к семейству Coelophysidae надсемейства целофизоид. Результаты кладистических анализов подтвердили, что вид является сестринским таксоном Procompsognathus. Powellvenator — первый представитель надсемейства, найденный в Южной Америке. Ещё один аргентинский целофизоид Lucianovenator был также описан в 2017 году.